# Going Clear
Going Clear: Scientology and the Prison of Belief (ainda sem título em português) é um documentário lançado no ano de 2015 sobre Cientologia dirigido por Alex Gibney, e baseado no livro lançado em 2013 Prisão da Fé - Cientologia, Celebridades e Hollywood do autor Lawrence Wright. Produzido pela HBO, o filme estreou no Sundance Film Festival de 2015 em Park City, Utah. O documentário foi amplamente elogiado por críticos por sua desconstrução das alegações da igreja através de uma combinação de apresentação de uma história condensada da Cientologia e seu fundador, L. Ron Hubbard, sobre como celebridades interagem com a igreja, as histórias de um grupo de ex-membros e o abuso e explorações que eles descrevem tendo visto e vivido.
A Igreja da Cientologia reagiu com veemência ao filme, reclamando com críticos especializados sobre suas críticas e comentários e denunciando os produtores e seus entrevistados. Going Clear foi lançado em circuito limitado de salas de cinemas nos EUA em 13 de março de 2015, e foi ao ar pela HBO em 29 de março de 2015 na América do Norte. Foi um sucesso estrondoso de audiência e na segunda semana do mês de abril de 2015 já havia sido visto por 5.5 milhões de telespectadores, se tornando o segundo documentário da HBO  mais assistido da década passada.

## Desenvolvimento

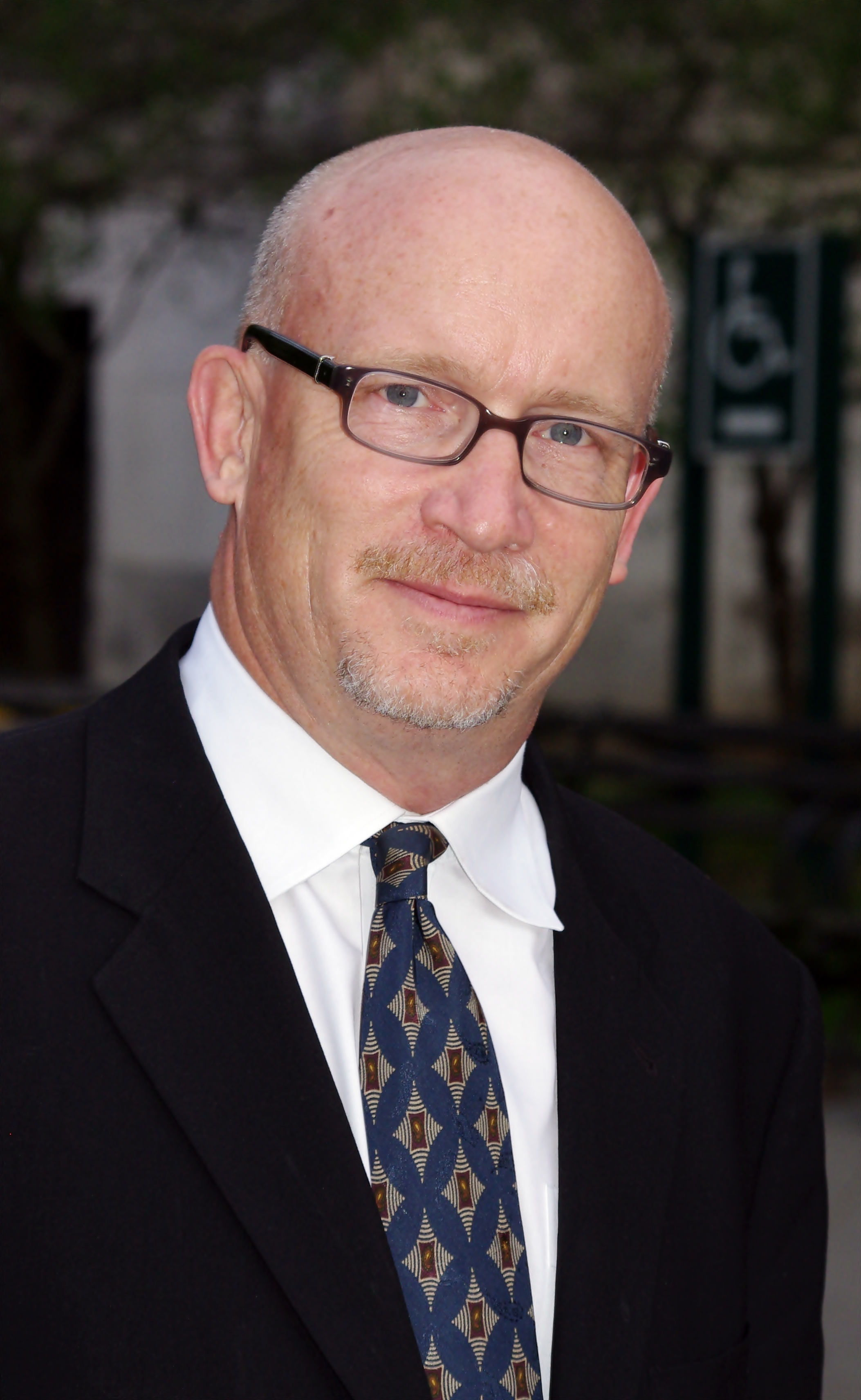
Alex Gibney, diretor de Going Clear

O documentário é baseado no livro do jornalista estadunidense, e vencedor do Prêmio Pulitzer, Lawrence Wright intitulado Prisão da Fé - Cientologia, Celebridades e Hollywood, que foi publicado nos EUA em janeiro de 2013 e foi um dos finalista na premiação National Book Award. No Brasil, o livro foi publicado em 21 de junho de 2013. A HBO anunciou em dezembro de 2014 que Alex Gibney, um diretor vencedor do Oscar que dirigiu Taxi to the Dark Side e The Armstrong Lie, estava dirigindo um documentário baseado no livro, e que seria lançado no Sundance Festival de 2015. Foi a primeira vez que a HBO abordou a Cientologia diretamente, embora não fosse a primeira vez que se confrontava com a igreja, que certa vez organizou protestos e demonstrações em frente à sede da HBO após a mesma exibir um documentário de 1998 sobre drogas antidepressão – ferozmente não aceitas pela Cientologia – em uma luz positiva.
Gibney começou a trabalhar no documentário em 2013 após ficar intrigado pelo livro de Wright. Ele colaborou com Wright, que se juntou ao projeto como produtor, para explorar o tema subjacente do livro: "as várias formas como as pessoas se tornam prisioneiras da fé". Ele encarou a Cientologia como um dos mais difíceis assuntos que ele havia tido que enfrentar em sua carreia como documentarista, junto com cumplicidade governamental em tortura, prevaricação financeira corporativa, e abuso sexual clerical.
Por medo de litigiosidade por parte da Cientologia, nenhuma rede televisiva americana estava disposta a licenciar qualquer material para os produtores do filme, o que Gibney achou "assombroso". Ele comentou que ele achou "interessante que universalmente este assunto — mais que qualquer outro — provocou todas as redes a negarem licenciamento. No fim do dia, acho que isso nos diz mais sobre a Cientologia do que sobre as redes, sobre o como eles tem sido impiedosos na tentativa de silenciar qualquer crítica". A reputação da igreja em assediar seus críticos criou a necessidade de Gibney usar celulares pré-pagos (que facilitam o anonimato pela facilidade em trocar de número a qualquer momento) para contatar entrevistados e filmar em segredo: "Às vezes, para as entrevistas filmadas, nós montávamos o equipamento na casa de alguém, e eu me certificava que estaria lá horas antes. Só então a pessoa a ser entrevistada aparecia por lá e era como se eles estivessem apenas indo para a casa de alguém".
Ao explicar o porquê ele escolheu fazer um documentário sobre Cientologia, ele disse à Reuters que considerava o assunto "um tópico importante. Não somente sobre esta Igreja de Cientologia, com a qual todo mundo está fascinado parcialmente por causa das celebridades, mas parcialmente por causa do jeito com que a igreja parece induzir as pessoas a fazerem coisas que eu acho que normalmente nunca fariam se eles não tivessem entrado para esta igreja". Gibney, Wright e os ex-cientologistas que apareceram no documentário contaram durante uma sessão de perguntas e respostas pós projeção da obra que eles tinham esperanças de que o documentário elevasse a conscientização pública sobre os alegados abusos cometidos pela Igreja da Cientologia, e fizesse com que a mídia e agências da lei e polícia a investigassem a fundo. No dia 11 de abril de 2015, Los Angeles Times publicou um artigo assinado por Gibney no qual ele opinou que a isenção fiscal concedida à Cientologia fosse revogada em virtude das alegações de abuso documentadas em seu documentário.

## Distribuição e exibições
A estreia mundial de Going Clear aconteceu em 25 de janeiro de 2015 no Sundance Film Festival em Park City, Utah. Foi descrita pelo The Wall Street Journal como "o evento mais concorrido" do festival. Sua première foi tão popular que até mesmo pessoas com ingresso acabaram com dificuldade ou incapazes de encontrarem assentos disponíveis pois muitos dos presentes que possuiam passes VIP quiseram assistir o documentário, tirando o lugar de convidados comuns. Atraiu inúmeras celebridades e personalidades da mídia incluindo atores Alec Baldwin e Tobey Maguire, comediante Jason Sudeikis e a colunista do New York Times, Maureen Dowd. Unusually for a Sundance presentation, the audience gave it a standing ovation. A aparição de 'Spanky' Taylor no palco, junto com sua filha de quem a igreja a obrigou a se "desconectar", fez com que muitos na audiência viessem às lagrimas. O documentário foi subsequentemente apresentado em um circuito limitado de cinemas em New York, Los Angeles e San Francisco  partir de 13 de março de 2015.
A HBO fez o lançamento de Going Clear na televisão em 29 de março de 2015, para toda a América do norte. Foi a estreia mais bem sucedida de um documentário da emissora desde 2006, atraindo 1.7 milhões de telespectadores. Foi noticiado que 5.5 milhões de telespectadores assistiram ao documentário em apenas duas semanas desde sua estreia televisiva, tornando-o o segundo documentário mais bem sucedido da HBO na década passada desde o documentário sobre a cantora Beyoncé. Vimeo adquiriu os direitos para distribuição online nos EUA que estará disponível em seu catálogo a partir do mês de setembro de 2015.
O canal por satélite do Reino Unido Sky Atlantic é co-distribuidor do documentário, junto com HBO Documentary Films, e originalmente planejava transmitir Going Clear logo após sua estreia televisiva na TV americana. No entanto, problemas legais podem implicar que  Going Clear  não poderá ser exibido no Reino Unido. O motivo seria que a Irlanda do Norte não está sujeita ao Defamation Act 2013, que reformou as leis de difamação na Inglaterra, Escócia e País de Gales, e devido ao fato que a Sky Atlantic não pode diferenciar seu sinal entre tais regiões, o filme pode ser tornar objeto de contestação jurídica na Irlanda do Norte. A Igreja da Cientologia bloqueou com êxito a publicação e distribuição do livro original Prisão da Fé - Cientologia, Celebridades e Hollywood no Reino Unido e se mostrou disposta a processar caso o filme seja transmitido, dizendo em um comunicado que "terá o direito de procurar a proteção de ambas as leis de difamação do Reino Unido e da Irlanda no caso de qualquer conteúdo falso ou difamatório contido no documentário seja exibido dentro destas jurisdições". O canal Sky disse que tinha atrasado um pouco e não cancelado a transmissão e que "no momento, ainda não há confirmação da data de transmissão de "Going Clear" pela Sky". No Brasil o documentário ainda não tem data para estrear.

## Sinopse
Going Clear é fielmente baseado no livro de Lawrence Wright, cobrindo muito do que é destrinchado pelo livro com ajuda de imagens de arquivo, reconstituições dramáticas e entrevistas com oito ex-cientologistas: Paul Haggis, diretor de cinema ganhador de Oscar; Mark Rathbun, ex-membro da igreja com condecoração segundo em comando; Mike Rinder, ex-chefe do departamento de Office of Special Affairs da igreja; o ator Jason Beghe; Sylvia 'Spanky' Taylor, ex-assessora de John Travolta; e ex-cientologistas Scientologists Tom DeVocht, Sara Goldberg e Hana Eltringham Whitfield.
O documentário é divido em três atos distintos. No primeiro, os ex-cientologistas descrevem como eles aderiram à Cientologia; o segundo reconta a história da Cientologia e seu fundador L. Ron Hubbard. No ato final, o documentário exibe alegações de abuso de membros da igreja e má conduta de seus líderes, particularmente a de David Miscavige, que é acusado de intimidação, espancamento, aprisionamento e exploração de subordinados. Também destaca o papel exercido por membros famosos como as celebridades John Travolta e Tom Cruise através do uso de vídeo clips contrastando suas declarações sobre Cientologia com as experiências de ex-cientologistas.
Para apoiar sua tese, o documentário utiliza imagens de ex-cientologistas sendo assediados e vigiados (bem como de acordo com a máxima de Hubbard, de que as pessoas que criticavam sua igreja eram todos criminosos cujos crimes precisavam ser expostos), e descreve a prisão de executivos seniores da Cientologia em um local conhecido como "The Hole" (O Buraco). Nesse estabelecimento, um dos cientologistas foi forçado a limpar o banheiro com sua língua segundo relatos. De acordo com o documentário, a atriz Nicole Kidman foi alvo de escutas telefônicas implantadas pela Cientologia em um esforço para acabar com seu casamento com Tom Cruise depois que ela foi rotulada como uma "fonte potencial de problemas" pela igreja. Também afirma que John Travolta tem sido forçado a permanecer na igreja por medo que sua vida pessoal seja exposta uma vez que eles tem registros dos detalhes mais íntimos de sua vida que o próprio ator forneceu para a igreja.

## Recepção
Por volta de 23 de abril de 2015, o agregador de críticas Rotten Tomatoes já coletou 45 críticas, das quais 96% são positivas, enquanto Metacritic deu ao filme uma pontuação de 81/100 baseado em 10 críticas.
O crítico de cinema chefe da Variety, Scott Foundas, elogiou o nível de detalhes em Going Clear e classificou o documentário como um "barril de pólvora" que ilustra "os perigos da fé cega". Lesley Felperin de The Hollywood Reporter o caracterizou como um "filme impecavelmente montado e argumentado" que "representa uma corajosa e oportuna intervenção para discussão em torno da organização que já vem sendo fervidos por algum tempo". Slate classificou o documentário como "uma exposição impressionante de uma organização e religião há muito tempo envoltas em mistério". Anthony Kaufman da Screen Daily sentiu que algumas das reencenações presentes no documentário foram "pesadas ou sensacionalistas", mas elogiou-o como um todo como "um sério, estranho e inquietante relato de lavagem cerebral, ganância e mau uso de poder nojento".
Escrevendo para The Guardian, Brian Moylan descreveu Going Clear como "entretente e consternadora visão" na qual "a história da Cientologia, com todos seus estranhos personagens, emerge como uma comédia, ao invés de terror", mas criticou sua dependência em um grupo pequeno de detratores e a falta de qualquer envolvimento por parte da igreja. Ele sentiu que isso fez com que o documentário ficasse "um pouco parcial" e que era "fácil fica cético em relação a algumas das alegações mais bizarras feitas por ex-membros". Sasha Bronner de Huffington Post chamou o documentário de um trabalho "chocante e revelador" que deixaria muitos dos que não sabiam muito sobre Cientologia "tontos". Owen Gleiberman da BBC o elogiou como "a mais excitante - e perturbadora - obra cinematográfica de não-ficção desde um longo tempo" e conferiu a Going Clear cinco estrelas, descrevendo-o como possuindo "a intensidade assustadora de um thriller".
Após a transmissão inicial de Going Clear pela HBO, o programa de comédia Saturday Night Live exibiu o videoclipe musical "Church of Neurotology", uma paródia de "We Stand Tall", um videoclipe produzido em 1990 pela Igreja da Cientologia cujas imagens originais foram mostradas no documentário.

## Reação por parte da Cientologia

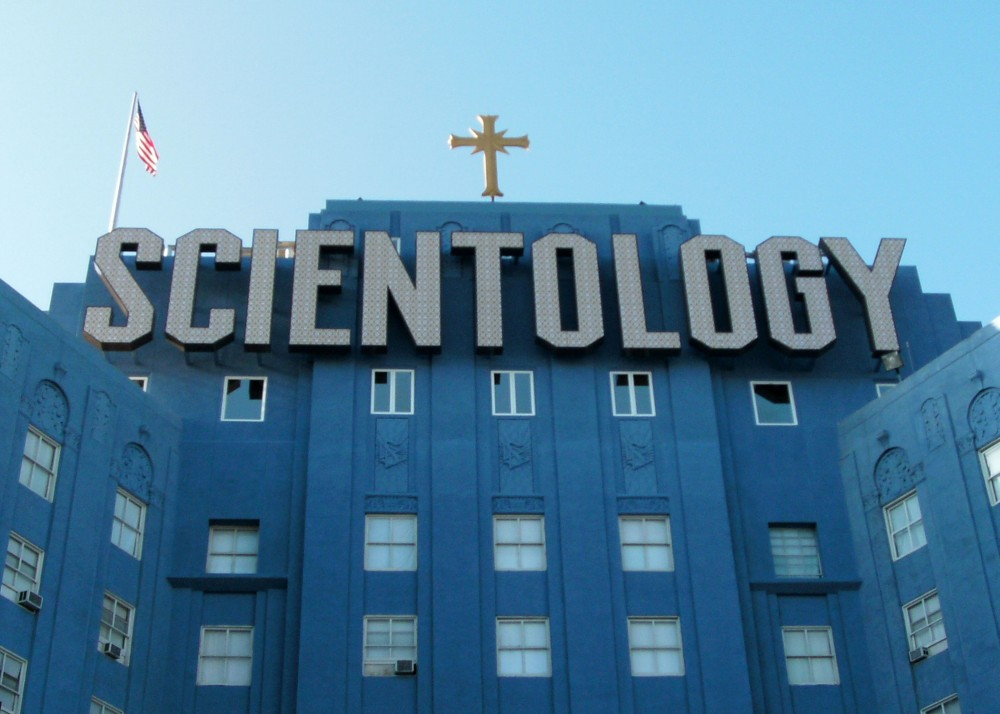
A Igreja da Cientologia se opôs fortemente contra o documentário

Dez dias antes da estreia do filme, a Igreja da Cientologia comprou espaços publicitários de página inteira no The New York Times e Los Angeles Times para denunciar Going Clear, o comparando com uma história sem veracidade sobre estupro em campus universitário uma vez publicada pela revista Rolling Stone. Gibney subsequentemente disse estar grato pela propaganda feita pela igreja, pois a mesma havia atraído muita publicidade para o documentário; ele apenas desejava que "eles tivessem adicionado os horários de exibição também". A igreja também publicou um "relatório especial" atacando o documentário em um de seus websites, criou uma nova conta no Twitter pela qual alegou estar "tomando uma posição firme contra a radiodifusão e publicação de informações falsas" e comprou inúmeros resultados de busca do Google relacionados ao documentário para que os pesquisadores fossem direcionados para suas páginas antiGoing Clear. A igreja também postou uma série de vídeos curtos em seu website atacando os produtores e seus entrevistados, com títulos como "Alex Gibney Documentário 'Going Clear' Propaganda", "Marty Rathbun: Um Psicopata Violento", "Mike Rinder: O Espancador de Esposa", e "Sara Goldberg: A Destruidora de Lares".
A igreja reclamou que Gibney se recusou a entrevistar 25 de seus membros que foram colocados à sua disposição. De acordo com Gibney; Miscavige, Travolta e Cruise recusaram entrevistas e a igreja ofereceu ao invés "uma delegação de 25 indivíduos não identificados, presumivelmente para manchar a imagem das pessoas presentes no documentário", o que não interessava a ele. A igreja também denunciou os entrevistados presentes no documentário como "uma coleção ordinária de ex-membros obcecados e descontentes com a Igreja, expulsos já há 30 anos por prevaricação, e que possuem um histórico documentado de criar mentiras sobre a Igreja por dinheiro".
Dois dos entrevistados no documentário, jornalista Tony Ortega e ex-cientolgista Marc Headley, relataram que investigadores da igreja os haviam vigiado no aeroporto de Salt Lake City quando eles estavam a caminho do festival. De acordo com Gibney, a igreja montou uma "organizada" e "brutal" resposta para a aparição de seus ex-membros no documentário: "Alguns deles foram fisicamente ameaçados, pessoas os ameaçaram a tirar suas casas, e ter investigadores particulares os seguindo. Essa a parte é de realmente partir o coração". Algumas semanas após a estreia na TV, Paul Haggis relatou que um supeito de ser um espião da Cientologia se passando por repórter da revista Time havia tentado entrevistá-lo em uma tentativa de obter material para ser usado contra ele. (A igreja negou tal alegação.) Os cineatas relataram receber "muitos cartões e cartas" por parte da igreja, embora em seu caso tivessem se limitado a "amontoados de papelada legal". HBO inicialmente disse já ter colocado "provavelmente 160 advogados" na tarefa de revisar o documentário para antecipar desafios da igreja notoriamente conhecida por seus meios litigiosos.
A igreja contatou críticos de cinema com reclamações de que suas críticas do documentário eram "cheias de mentiras descaradas" e exigindo que eles deveriam publicar uma declaração da igreja. Jason Bailey do Flavorwire escreveu que "praticamente todos os críticos que escreveram sobre Going Clear" receberam um e-mail por parte da porta-voz da Cientologia, Karin Pouw. Ele comentou que a igreja não parecia perceber que críticos de cinema geralmente não tentam entrevistar pessoas para suas críticas, e observou que tal comportamento perfeitamente "se encaixa com a retratação, feita pelo documentário, da igreja como uma colméia de malucos controladores, obscuros e paranóicos". Em um e-mail para Flavorwire, Gibney observou que "sempre que alguém escreve algo – críticas de filme ou críticas sociais – sobre Cientologia, a Igreja da Cientologia contra-ataca com difamações ao críticos." Max O'Connell do Indiewire criticou a abordagem da igreja como contraproducente, prevendo que "sua campanha contra o documentário será a melhor publicidade que Alex Gibney e companhia jamais poderiam desejar, se não também o assédio de críticos e cineatas e (isso não é coisa pequena) o pesadelo para os ex-membros da igreja que se atreveram a falar contra as práticas da igreja. Mas até aí, eles não parecem terrivelmente cientes que atacar todo mundo que lhe ataca não faz muito por sua imagem".